# Forest Hill, Texas
Forest Hill là một thành phố thuộc quận Tarrant, tiểu bang Texas, Hoa Kỳ. Năm 2010, dân số của xã này là 12355 người.

## Dân số
- Dân số năm 2000: 12949 người.
- Dân số năm 2010: 12355 người.